# Jednostka regionalna Etolia-Akarnania
Jednostka regionalna Etolia-Akarnania (gr. Περιφερειακή ενότητα Αιτωλοακαρνανίας) – jednostka terytorialna Grecji w regionie Grecja Zachodnia. Powołana do życia 1 stycznia 2011 w wyniku przyjęcia nowego podziału administracyjnego kraju. W 2021 roku liczyła 191 tys. mieszkańców.
W skład jednostki wchodzą gminy:
- Agrinio (2),
- Aktio-Wonitsa (3),
- Amfilochia (4),
- Ksiromero (7),
- Missolungi (1),
- Nafpaktia (6),
- Termo (5).